# Terraza Palace
El Terraza Palace es un edificio residencial de departamentos ubicado frente a la Playa Grande, en la ciudad de Mar del Plata, provincia de Buenos Aires, República Argentina. Es una construcción de aspecto particular debido a su frente escalonado, por lo cual ha sido llamado La máquina de escribir.

## Historia
Desde su fundación, en 1874, Mar del Plata tuvo como destino el de balneario de los porteños. En sus comienzos, fue el lugar adonde las familias de la aristocracia de Buenos Aires construían sus mansiones de veraneo, y llegó a llamarse la Biarritz argentina. 
Con el proceso de movilidad social ascendente facilitado a fines de la década de 1940 por la gestión del presidente Juan Domingo Perón, Mar del Plata comenzó a modificar su perfil, transformándose en el balneario de masas que es al día de hoy. Las clases populares y medias accedieron al hasta entonces exclusivo balneario de la elite.
A fines de la década de 1950 se dio un proceso notable de renovación urbana. Los antiguos chalets de la clase media y las mansiones de la clase alta, que había dejado Mar del Plata, fueron vendidos y en sus solares comenzó la erección en masa de grandes edificios y torres de departamento para el veraneo, con la clase popular en ascenso como destinataria.
En 1957, el arquitecto racionalista y miembro del Grupo Austral Antonio Bonet Castellana proyectó el edificio Terraza Palace, que comenzó a construirse ese año frente al Boulevard Marítimo Patricio Peralta Ramos (esquina Saavedra), y se terminó un año después. Fue encargado por el industrial papelero Norberto Blumencwejg, quien ya había desarrollado el Bahía Palace en Punta del Este. La empresa que llevó adelante las obras fue Dante Bernasconi, y la primera etapa fue inaugurada el 2 de enero de 1960, aunque la construcción siguió por etapas.El edificio se compone de 8 niveles, desarrollado en forma de terrazas que se retraen desde la línea municipal de edificación a medida que ascendemos de nivel. Contiene 40 unidades habitacionales, ubicadas perpendicularmente al frente del edificio.
En su momento, el Terraza Palace se erguía solo como único edificio de varios pisos en una zona suburbana en donde predominaban las casas familiares, por lo cual llamó la atención de vecinos y turistas que rápidamente lo apodaron “La Máquina de Escribir”, difundiendo incluso un rumor de que pertenecía a la compañía Olivetti. El edificio forma parte del listado de bienes patrimoniales de la ciudad de Mar del Plata. En 1999, la Municipalidad de General Pueyrredón entregó al Terraza Palace el Premio a la Preservación Patrimonial, junto con el Premio Preservación Original de Arquitectura Moderna. Una placa en la entrada al edificio recuerda los galardones.

## Descripción

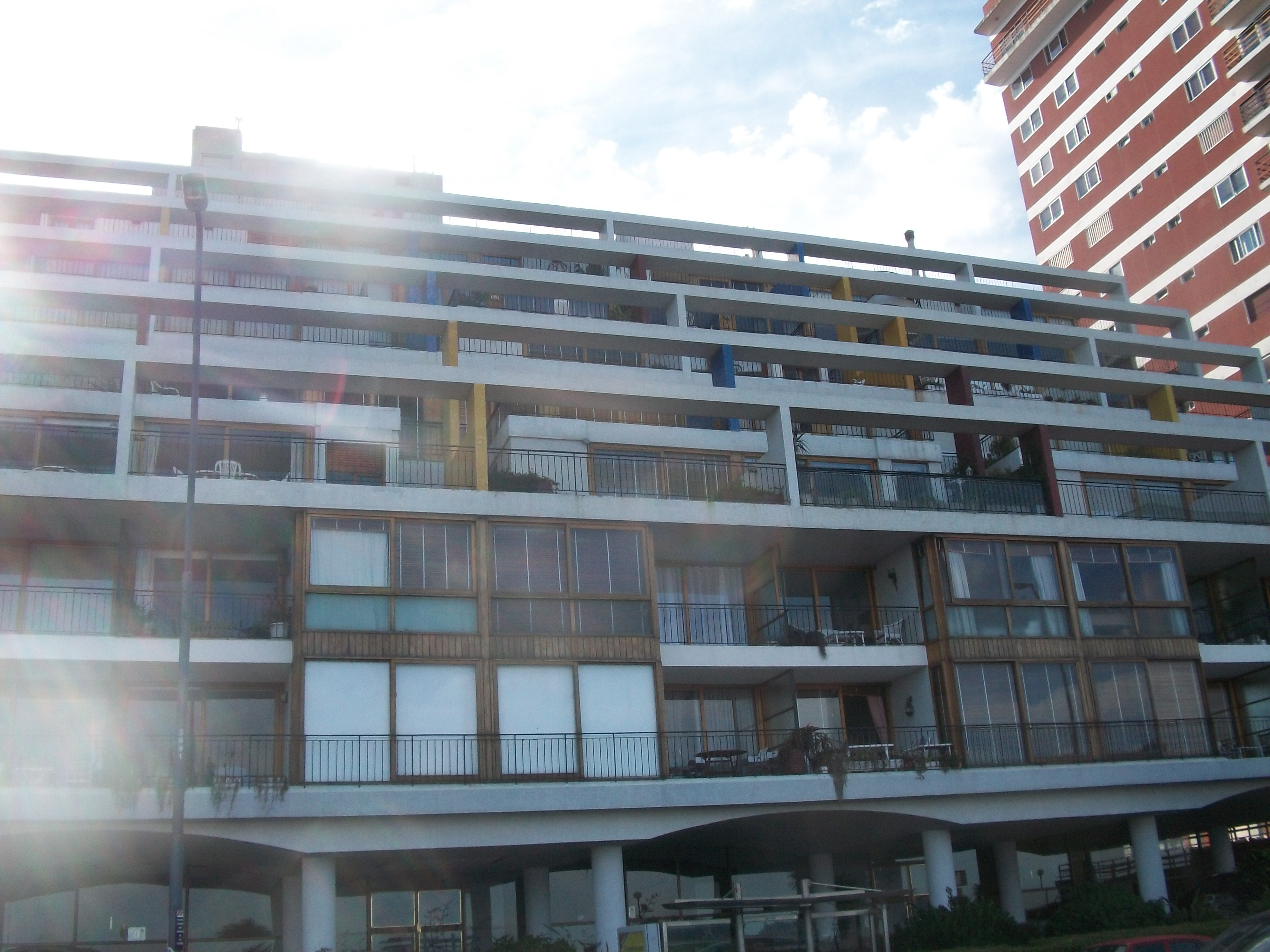
Vista actual de la fachada escalonada.

La característica que distingue al Terraza Palace es su fachada en terraza, la cual permite que cada piso de departamentos reciba la mayor cantidad de luz solar posible. Como detalle de respeto por el entorno donde fue erigido el edificio, el escalonamiento del frente sostiene una continuidad con la barranca costera, ya que la zona de Playa Grande se caracteriza por afloramientos rocosos que han sido dinamitados para generar una serie de barrancas parquizadas. Al mismo tiempo, las terrazas evitan que la sombra del edificio se proyecte sobre la playa al bajar el sol, como ocurre con las demás construcciones en altura.
Con influencias del francés Le Corbusier, el estilo racionalista y moderno del edificio se basó en la ausencia total de ornamentaciones, teniendo importancia la distribución de los ambientes y la funcionalidad de las unidades de vivienda, y el predominio del vidrio en la fachada, formando grandes ventanales. Mientras tanto, la iluminación de los contrafrentes fue resuelta ubicando allí patios de 2 niveles de altura.
Al mismo tiempo, cada nivel posee un brisolei (o parasol de frente) en la terraza, que fue concebida como jardín parquizado. Esta opción fue desechada y actualmente los balcones escalonados están recubiertos por baldosas, ya que las fuertes lluvias de Mar del Plata impedían un correcto drenaje de la tierra.
El Terraza Palace posee 8 plantas escalonadas a partir del 2.º piso alto, y en total son 40 departamentos (6 por nivel), que oscilan entre 100 y 534 m² de superficie (triplex, de tres plantas de altura). Las circulaciones verticales fueron resueltas dividiendo al edificio en 3 núcleos con un ascensor cada uno, que da acceso a 2 departamentos. La planta baja fue destinada íntegramente a hall de acceso, y está retirada con respecto al 1.º piso. Allí se ubicaron dos sillones modelo BKF, diseñados por Bonet Castellana, Jorge Ferrari-Hardoy y Juan Kurchan en 1939, cuando el primero participó del proyecto de la Casa de Estudios para Artistas, en Buenos Aires.
El edificio fue construido en una zona residencial que hacia fines de los años '50 estaba integrada casi completamente por chalets y viviendas unifamiliares, aunque con el paso de los años y la actividad inmobiliaria, la mayor parte de estas fueron demolidas y reemplazadas por altas torres de vivienda de gran valor. Por lo tanto el edificio, que en su momento resultaba de gran altura para la zona, quedó encerrado entre edificios y torres que opacaron su figura y le restaron el protagonismo visual que tenía originalmente.